# Tial

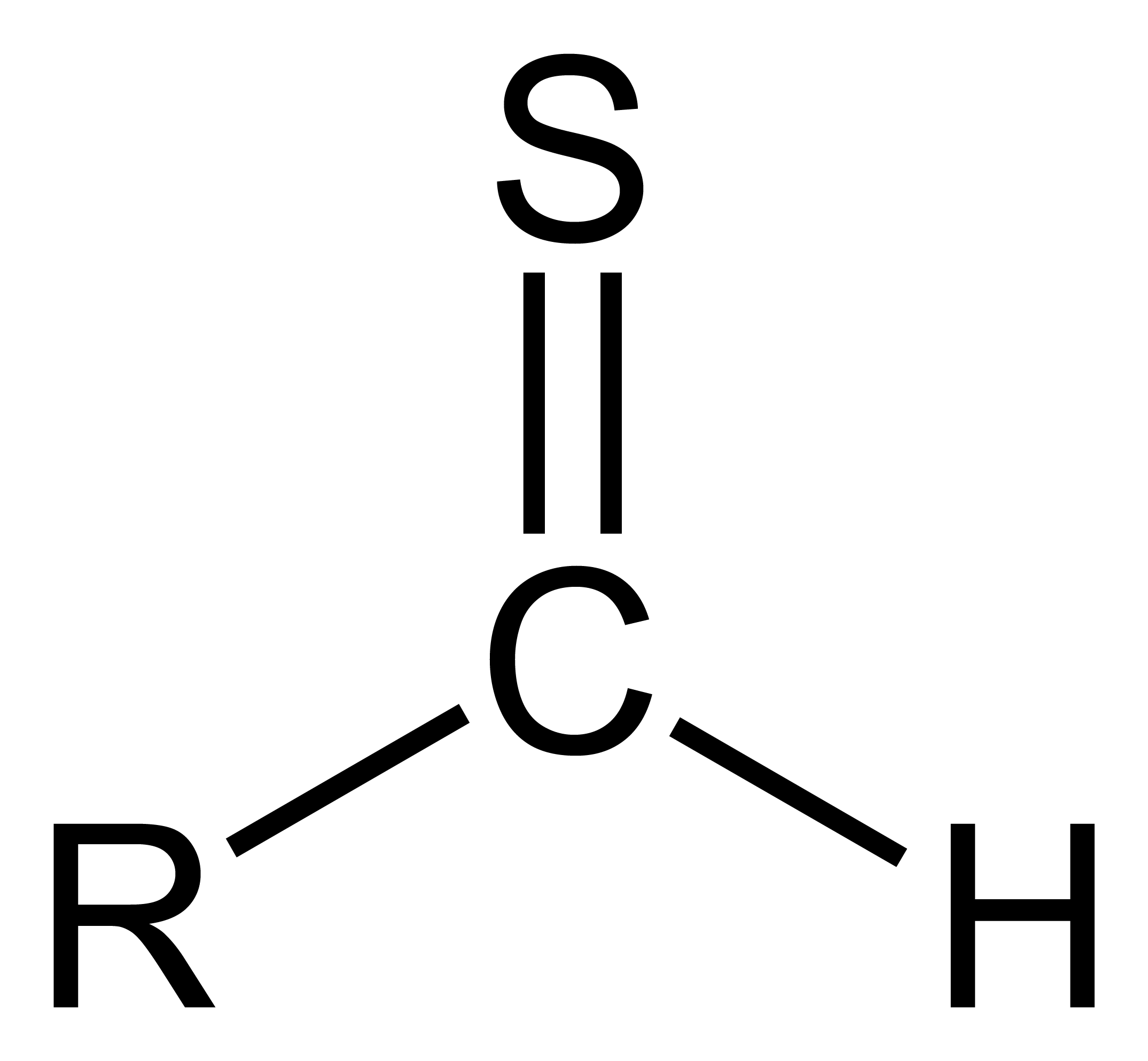
Structura generală a unui tial.

Un tial sau tioaldehidă este o grupă funcțională ce conține sulf, similară structural cu o aldehidă, și are formula generală RC(S)H.